# Parque de La Plata
El parque de La Plata es un parque localizado en Jerez de la Frontera (Andalucía, España) en el distrito oeste

## Dedicatoria

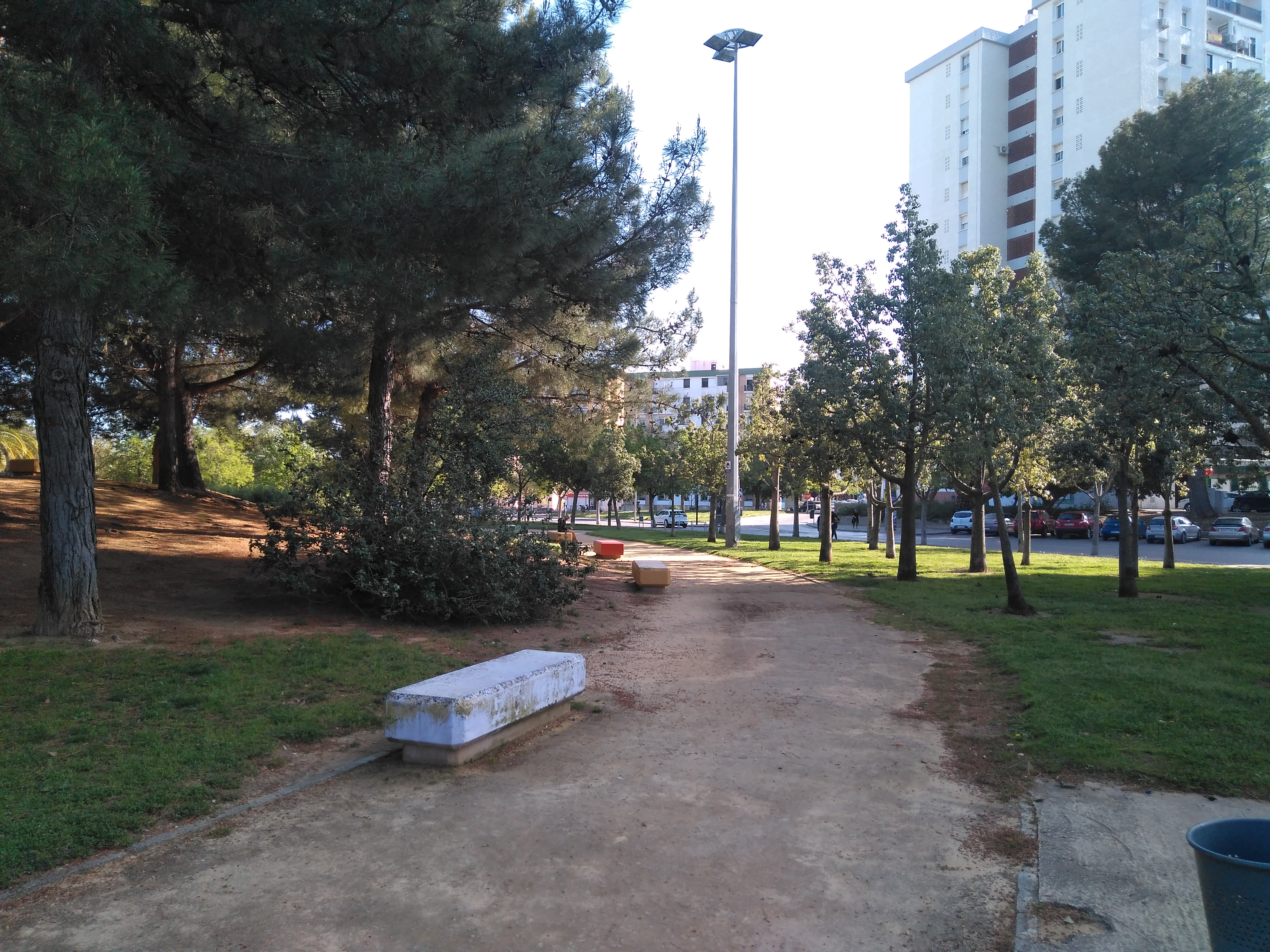
Sendero del parque

Está dedicado al flamencólogo Juan de la Plata

## Mantenimiento
En 2019 se plantea una modificación del parque para reducir su mantenimiento